# 나베시마 다다시게
나베시마 다다시게(일본어: 鍋島忠茂, 1584년~1624년)는 아즈치모모야마 시대부터 에도 시대 전기까지의 무장, 하타모토, 다이묘이다. 히젠 가시마번 초대 번주를 지냈다.
| 전임 (나베시마 가쓰시게) | 제1대 가시마번 번주 (나베시마가) 1609년 ~ 1624년 | 후임 나베시마 마사시게 |